# 関西文化学術研究都市推進機構
公益財団法人関西文化学術研究都市推進機構（かんさいぶんかがくじゅつけんきゅうとしすいしんきこう、Public Foundation of Kansai Research Institute）は関西文化学術研究都市（愛称は、けいはんな学研都市）の建設の一体的な推進を目的とする公益財団法人。1986年6月に住宅・都市整備公団（現都市再生機構）、京都府、大阪府、奈良県、関西経済界により設立された。
都市建設及び運営、新産業の創出と産業振興を活動の2本柱とする。国、自治体、経済界の連携・支援の下、けいはんなプラザ内に本部を持ち、環境エネルギー産業はじめ、学研都市発の新産業の創出と振興を目指し、公的資金等を活用した様々な新産業創出プロジェクトを実施している公的機関である。また、公益社団法人関西経済連合会内（大阪市北区）に大阪オフィスを設置している。大阪オフィスは、関西経済連合会が1996年に設立した新事業支援機関であるアイ・アイ・エス（新事業創出機構）を母体とするものである。
2009年7月に、産官学で設置された「けいはんな新産業創出・交流センター」を統合、一層の機能強化が図られた。2012年4月に財団法人から公益財団法人へ移行した。
機構は関西文化学術研究都市建設促進法第5条および関西文化学術研究都市の建設に関する基本方針に規定され、文化・学術・研究の拠点にふさわしい都市の建設の企画・推進及び本都市に関する情報の発信を行うとともに、関係者間の合意形成等を促進することを担う。2府1県の知事や商工会議所会頭により代表委員を構成する関西文化学術研究都市建設推進協議会の事務局でもある。都市再生機構の関連公益法人である。略称は学研推進機構、KRI。

## 組織
歴代の会長および理事長は次の通り。関西経済連合会の会長、副会長が就任している。理事会は奈良県副知事、大阪府副知事、京都府副知事など定員15名の理事で構成され、都市再生機構からの出向者が常務理事に就いている。
会長
- 日向方齊 - 1986年6月～1987年6月
- 宇野収 - 1987年6月～
- 秋山喜久 - 1999年6月～2009年3月
- 下妻博 - 2009年4月～2011年6月
- 森詳介 - 2011年6月～2012年3月

理事長
- 宇野收 - 1986年6月～1987年6月
- 小林庄一郎 - 1987年6月～1994年6月
- 稲盛和夫 - 1994年6月～1995年6月
- 立石孝雄 - 1995年6月～1996年2月
- 西八條實 - 1996年2月～
- 立石義雄 - 1998年6月～2009年3月
- 矢嶋英敏 - 2009年4月～2011年6月
- 柏原康夫 - 2011年6月～2020年6月
- 堀場厚 - 2020年6月～